# Michał Rogalski (badmintonista)
Michał Rogalski (ur. 23 czerwca 1987 we Wrocławiu) – polski badmintonista, srebrny medalista drużynowych mistrzostw Europy, wielokrotny medalista mistrzostw Polski.
Jest wychowankiem UKS 2 Sobótka (trener Jerzy Leszczyński). Był zawodnikiem SKB Suwałki, LKS Technik Głubczyce, Hubala Białystok.

## Zawody mistrzowskie
| Rok  | Zawody               | Miejscowość      | Konkurencja    | Runda        | Przeciwnik           | Wynik                   |
| ---- | -------------------- | ---------------- | -------------- | ------------ | -------------------- | ----------------------- |
| 2014 | Mistrzostwa Europy   | Kazań            | Gra pojedyncza | 1. runda     | Samuel Calì          | 21–6, 21–9              |
| 2014 | Mistrzostwa Europy   | Kazań            | Gra pojedyncza | 2. runda     | Jan Ø. Jørgensen [1] | 19–21, 10–21            |
| 2014 | Mistrzostwa świata   | Kopenhaga        | Gra pojedyncza | 1. runda     | Wang Zhengming [6]   | 15–21, 12–21            |
| 2015 | Igrzyska europejskie | Baku             | Gra pojedyncza | Faza grupowa | Uładzisłau Kusznir   | 21–8, 21–9              |
| 2015 | Igrzyska europejskie | Baku             | Gra pojedyncza | Faza grupowa | Luka Wraber [6]      | 21–16, 21–16            |
| 2015 | Igrzyska europejskie | Baku             | Gra pojedyncza | Faza grupowa | Reinis Krauklis      | 21–16, 21–9             |
| 2015 | Igrzyska europejskie | Baku             | Gra pojedyncza | 1/8 finału   | Yuhan Tan            | 11–21, 16–21            |
| 2015 | Mistrzostwa świata   | Dżakarta         | Gra pojedyncza | 1. runda     | Kenichi Tago         | 22–20, 21–12            |
| 2015 | Mistrzostwa świata   | Dżakarta         | Gra pojedyncza | 2. runda     | Hu Yun [13]          | 19–21, 10–21            |
| 2016 | Mistrzostwa Europy   | La Roche-sur-Yon | Gra pojedyncza | 1. runda     | Władimir Malkow      | 21–16, 12–21, 16–21     |
| 2017 | Mistrzostwa Europy   | Kolding          | Gra pojedyncza | 1. runda     | Marius Myhre         | 2–1 (Michał się poddał) |
| 2018 | Mistrzostwa Europy   | Huelva           | Gra pojedyncza | 1. runda     | Wolny los            | Wolny los               |
| 2018 | Mistrzostwa Europy   | Huelva           | Gra pojedyncza | 2. runda     | Jan Ø. Jørgensen     | 9–21, 15–21             |
| 2019 | Igrzyska europejskie | Mińsk            | Gra pojedyncza | Faza grupowa | Mark Caljouw [3]     | 18–21, 14–21            |
| 2019 | Igrzyska europejskie | Mińsk            | Gra pojedyncza | Faza grupowa | Bernardo Atilano     | 21–18, 21–19            |
| 2019 | Igrzyska europejskie | Mińsk            | Gra pojedyncza | Faza grupowa | Cristian Savin       | 21–16, 21–1             |
| 2019 | Igrzyska europejskie | Mińsk            | Gra pojedyncza | 1/8 finału   | Brice Leverdez       | 16–21, 21–16, 16–21     |
| 2019 | Mistrzostwa świata   | Bazylea          | Gra pojedyncza | 1. runda     | Zvonimir Đurkinjak   | 19–21, 20–22            |

W kadrze reprezentacji Polski na turnieju mistrzowskim zadebiutował w 2008 roku w Almere. Został powołany na ten turniej, lecz nie wystąpił w żadnym meczu. Ostatecznie reprezentacja Polski zajęła czwartą pozycję po porażce w meczu o trzecie miejsce z reprezentacją Niemiec. Dwa lata później podczas drużynowych mistrzostw Europy w Warszawie wystąpił w dwóch meczach fazy grupowej: z reprezentacją Litwy oraz Austrią. W pierwszym z nich pokonał Klaudijusa Kašinskisa 22–20, 21–8, natomiast w drugim przegrał z Davidem Obernorstererem 18–21, 15–21. Koniec końców zdobył srebrny medal, będąc jednym z zawodników reprezentacji Polski na tych zawodach. W 2011 roku wystąpił na mistrzostwach Europy drużyn mieszanych w Amsterdamie w jednym meczu rywalizacji grupowej z reprezentacją Białorusi. Pokonał wówczas Jauhiena Jakauczuka 19–21, 24–22, 21–12. W ćwierćfinale Polacy przegrali z Duńczykami 0–3.
Pierwszymi indywidualnymi mistrzostwami Michała były mistrzostwa Europy w 2014 roku w Kazaniu. W pierwszej rundzie pokonał Maltańczyka Samuela Calego 21–6, 21–9, lecz w drugiej – przegrał z rozstawionym z numerem pierwszym Duńczykiem Janem Østergaardem Jørgensenem 19–21, 10–21. Tego samego roku zadebiutował również na mistrzostwach świata w Kopenhadze, przegrywając w pierwszej rundzie z reprezentantem Chin, Wangiem Zhengmingiem 15–21, 12–21.
W 2015 roku był w składzie reprezentacji Polski podczas mistrzostw Europy drużyn mieszanych rozegranych w Leuven. W meczu fazy grupowej przeciwko reprezentacji Holandii przegrał z Erikiem Pangiem 21–14, 13–21, 18–21. W drugim grupowej potyczce przeciwko Danii Michał nie wystąpił, a reprezentacja Polski skończyła zawody, zajmując ostatnie, trzecie miejsce po dwóch porażkach 0–5. W czerwcu tego samego roku wziął udział w igrzyskach europejskich w Baku. W rundzie grupowej odniósł trzy zwycięstwa, pokonując kolejno: Białorusina Uładzisłaua Kusznira 21–8, 21–9, Austriaka Lukę Wrabera 21–16, 21–16 oraz Łotysza Reinisa Krauklisa 21–16, 21–9. Tym samym zajął pierwsze miejsce w grupie, co dało awans do 1/8 finału, w którym uległ Belgowi Yuhanowi Tanowi 11–21, 16–21. Podczas sierpniowych mistrzostw świata w Dżakarcie wygrał w pierwszej rundzie z Japończykiem Kenichim Tago 22–20, 21–12, lecz w drugiej rundzie lepszy okazał się Hu Yun reprezentujący Hongkong 18–21, 21–13, 13–21.
Na początku 2016 roku reprezentował Polskę na drużynowych mistrzostwach Europy w Kazaniu, występując w każdym meczu drużyny. W fazie grupowej pokonał kolejno: Norwega Torjusa Flåttena 21–12, 21–14, Belga Maxime’a Moreelsa 21–14, 22–20, Włocha Giovanniego Greco 21–14, 14–21, 21–15 oraz Hiszpana Luísa Enriqua Peñalvera 21–7, 18–21, 23–21. Wszystkie spotkania zostały wygrane przez reprezentację Polski, przez co zajęli pierwsze miejsce w grupie i awansowali do ćwierćfinału. Tam jednak przegrali z reprezentacją Anglii, a Michał uległ Toby’emu Penty’emu 17–21, 17–21. Pod koniec kwietnia wystąpił również na mistrzostwach Europy w La Roche-sur-Yon, lecz w pierwszej rundzie przegrał z Rosjaninem Władimirem Malkowem 21–16, 12–21, 16–21 i odpadł z dalszej rywalizacji gry pojedynczej.
W lutym 2017 roku wziął udział na mistrzostwach Europy drużyn mieszanych rozegranych w Lubinie. W fazie grupowej Michał przegrał pierwsze spotkanie z Hiszpanem Pablo Abiánem 21–19, 9–21, 14–21, a w drugim nie wystąpił. Mimo to Polacy awansowali do ćwierćfinału z drugiego miejsca, w którym przegrali z reprezentacją Niemiec. Michał przegrał w tym meczu z Markiem Zwieblerem 19–21, 14–21. W kwietniu podczas mistrzostw Europy w Koldingu skreczował w pierwszej rundzie przeciwko Norwegowi Mariusowi Myhre na początku meczu.
Następnego roku podczas drużynowych mistrzostw Europy w Kazaniu wygrał trzy mecze grupowe: z Włochem Rosario Maddalonim 21–15, 18–21, 21–14, Portugalczykiem Duarte Nuno Anjo 21–8, 21–12 oraz Czechem Adamem Mendrekiem 21–18, 21–13. W grupie zajęli pierwsze miejsce i awansowali do ćwierćfinału, którym zmierzyli się z reprezentacją Anglii. W grze pojedynczej Michał przegrał z Rajivem Ousephem 11–21, 14–21, a reprezentacja Polski uległa Anglikom 0–3, odpadając z dalszej rywalizacji. W kwietniu tego samego roku wystąpił także na mistrzostwach Europy w Huelvie. W pierwszej rundzie otrzymał wolny los, lecz w 1/16 finału przegrał z Duńczykiem Janem Østergaardem Jørgensenem 9–21, 15–21.
Pod koniec czerwca 2019 roku wziął udział na igrzyskach europejskich w Mińsku w grze pojedynczej. Po zwycięstwach w fazie grupowej z Mołdawianinem Cristianem Savinem 21–16, 21–1 i Portugalczykiem Bernardo Atilano 21–18, 21–19 oraz porażce Holendrem Markiem Caljouwem 18–21, 14–21 awansował z drugiego miejsca do 1/8 finału. Tam przegrał z rozstawionym z numerem czwartym Francuzem Bricem Leverdezem 16–21, 21–16, 16–21. Podczas sierpniowych mistrzostw świata w Bazylei przegrał w pierwszej rundzie z Chorwatem Zvonimirem Đurkinjakiem 19–21, 20–22.
W 2020 roku wystąpił na drużynowych mistrzostwach Europy w Liévinie. W fazie grupowej rozegrał dwa spotkania: z Nhatem Nguyenem, reprezentującym Irlandię, oraz Austriakiem Luką Wraberem. W obu przypadkach skreczował na początku meczu. W klasyfikacji grupy reprezentacja Polski zajęła czwarte miejsce i odpadła z dalszej rywalizacji.

## Osiągnięcia
Gra pojedyncza
- Finał w Victor Slovak Open 2013
- Finał w Wilson Hellas International 2014
- Finał w Bulgarian Eurasia Open 2014
- Zwycięstwo w Polish International 2014
- Finał w Yonex Lithuanian International 2018

Gra podwójna
- Finał w Banuinvest International Championships 2008 (z Łukaszem Moreniem)
- Finał w Hellas Open 2018 (z Adrianem Dziółko)